# Idioscopus capriliana
Idioscopus capriliana är en insektsart som beskrevs av Chandrasekhara A. Viraktamath och Murphy 1980. Idioscopus capriliana ingår i släktet Idioscopus och familjen dvärgstritar. Inga underarter finns listade i Catalogue of Life.